# 1990 QB5
1990 QB5 är en asteroid i huvudbältet som upptäcktes den 24 augusti 1990 av den amerikanske astronomen Henry E. Holt vid Palomarobservatoriet.